# Ирина Греческая
Ирина Греческая и Датская (греч. Πριγκίπισσα Ειρήνη της Ελλάδας και Δανίας, род. 11 мая 1942, Кейптаун) — принцесса Греческая и Датская, сестра короля Греции Константина II и испанской королевы Софии.

## Биография
Принцесса Ирина родилась 11 мая 1942 года в столице Южно-Африканской Республики Кейптауне, где греческая королевская семья находилась в изгнании из-за германо-итальяно-болгарской оккупации своей страны. Отцом Ирины был греческий король из рода Глюксбургов Павел I, матерью — королева Фредерика, урождённая принцесса Ганноверская, Великобританская и Ирландская, внучка императора Вильгельма II. Сестрой Ирины является королева Испании София, а братом — король Греции Константин II. Крёстным отцом стал фельдмаршал Ян Христиан Смэтс, занимавший в то время должность премьер-министра Южно-Африканского Союза.
По окончании гражданской войны семья принцессы вернулась на родину в Грецию, где и проживала до нового изгнания династии волной «чёрных полковников» в 1967 году. Принцесса вместе с матерью некоторое время проживала в индийском Мадрасе, а затем переехала в Испанию, где проживает вместе с семьёй сестры в мадридском дворце Сарсуэла.
Ирина была ученицей известной греческой пианистки Джины Бахауэр. Достигнув определённых успехов в игре на фортепиано, она некоторое время выступала со своей концертной программой. Другим известным учителем принцессы стала профессор археологии Феофано Арванитопулу. Она училась также в немецкой школе в Салеме. Позже, уже проживая в Индии, принцесса изучала философию веданты у профессора Т. М. П. Махадевана.
Кроме игры на пианино и археологии, принцесса увлекается культурой майя, НЛО и альтернативной медициной. В то же время, когда в 2002 году у неё был обнаружен рак молочной железы, она воспользовалась традиционной медициной. Ирина говорит на пяти языках: греческом, английском, французском, испанском и немецком.
В 1985 году Европейское экономическое сообщество приняло решение искусственно сократить производство молока, для чего было необходимо убить 4 миллиона голов крупного рогатого скота. Именно Ирина Греческая организовала перевоз тысяч коров в Индию, где с животными обращаются более мягко. В следующем году принцесса стала основательницей и президентом благотворительной организации «Мир в гармонии», которая призвана содействовать развитию солидарности между народами и состраданию к животным. Она также сотрудничает с другими благотворительными фондами и культурными организациями.
В 1993 году принцесса Ирина получила возможность посещать свою родину, что и делает с тех пор несколько раз в год. А в 2002 году ей было передано 900 000 евро от правительства Греческой республики в качестве компенсации за арест имущества королевской семьи.
Принцесса поддерживает прекрасные отношения со всеми своими испанскими и греческими родственниками. Её племянница инфанта Кристина Испанская, герцогиня Пальма-де-Майоркская, даже назвала свою дочь в честь любимой тёти и попросила её стать крёстной матерью для маленькой доньи Ирины Урдангарин. Позже принцесса Ирина стала крёстной матерью сына принцессы Калины Болгарской, Симеона Хасана Муньоса.
В 2007 году Эва Келада издала на испанском языке биографию Ирины под названием «Ирина Греческая. Принцесса-бунтарка». Она провела долгие часы в беседах с принцессой, которая рассказала ей обо всей своей жизни, семье, работе на благотворительном поприще.
На данный момент принцесса Ирина занимает 578 место в наследовании трона Великобритании и британских доминионов. 

## Личная жизнь
Некоторое время молодая принцесса встречалась с принцем Мишелем Французским, графом д’Эврё — одним из сыновей главы французского королевского дома Генриха VI, графа Парижского. Ходили слухи, что женихом Ирины является нынешний король Норвегии Харальд V, писали о её романах с доном Гонсало Бурбоном, герцогом Аквитанским, или Хесусом Агирре (ставшим вторым супругом 18-й герцогини Альба). Однако она не вступила в брак и не имеет детей.

## Титулы и награды

### Титул
- 11 мая 1942 — : Её Королевское Высочество Принцесса Греческая и Датская

### Награды
- Дама Большого креста ордена Спасителя
- Дама Большого креста Королевского династического ордена Святых Ольги и Софии
- Дама Большого креста Священного Военного Константиновского ордена Святого Георгия (1962)
- Дама Большого креста таиландского Блистательнейшего ордена Чула Чом Клао (февраль 1963)
- Дама датского ордена Слона (11 сентября 1964)